# Gregorio Morrobel
Gregorio de Jesús Morrobel Saldaña (Jima Abajo, La Vega, República Dominicana, 10 de enero de 1957) es un politólogo, comunicador y político dominicano nacionalizado estadounidense. En el segundo gobierno de Leonel Fernández, Morrobel fue designado embajador alterno ante la Organización de las Naciones Unidas (ONU) desde el año 2004 hasta junio de 2017. Hasta el momento, es considerado líder de la diáspora dominicana en el exterior.
Desde octubre de 1979, fue un importante dirigente político del Partido de la Liberación Dominicana y miembro de su comité central hasta su renuncia junto a Fernández en octubre de 2019. Actualmente es miembro de la Dirección Central de la Fuerza del Pueblo y presidente de la organización política en Manhattan.
Inició su carrera como comunicador en Super canal 33 en 2017, donde fue el director y conductor del programa Objetivo 2020 con Morrobel. Desde noviembre de 2020 dirige y conduce el programa Proyecciones.

## Primeros años y familia
Hijo de Juan Morrobel y María Estela Saldaña, Gregorio de Jesús Morrobel Saldaña nació el 10 de enero de 1957 en el municipio Jima Abajo de la Provincia de La Vega, República Dominicana. 
Se graduó de bachiller en el colegio la fe, ubicado en el sector Enzanche la Fe, Santo Domingo. El 16 de agosto de 1980 contrajo matrimonio con María Fernández. Juntos procrearon sus dos hijos, Gregory Adomy y Maringly Johanna Morrobel.

### Vida política
Gregorio Morrobel inició su carrera política en el Partido de la Liberación Dominicana en noviembre del año 1979 a través de un círculo de estudio que se requería para ser miembro y cuya duración era de 3 años, obteniendo la categoría de miembro en 1981. Ese mismo año se inició en las actividades sindicales, ocupando roles importantes en la Central General de Trabajadores (CGT).
En 1986 pasó a formar parte de una dirección media del comité intermedio “Salvador Allende” del sector Villas Agrícolas.
Luego de las elecciones del 1994, en junio del mismo año se trasladó a Nueva York y en enero del 1995 retoma sus actividades políticas partidarias y, con una comunicación elaborada por la Dirección del Comité Intermedio al que pertenecía, se integró como presidente de un Comité de base del Intermedio Fernández Domínguez.
En agosto del año 2003 fue designado como delegado político del Partido de la Liberación Dominicana ante la Junta Central Electoral, donde permaneció 9 años.
En el 2004 fue nombrado como Embajador Alterno en la Misión Dominicana ante las Naciones Unidas, permaneció en el cargo 11 años, hasta 2017.
En el año 2007 fue elegido Coordinador del comité permanente de los partidos políticos de Nueva York, integrado por 16 organizaciones políticas, donde permaneció por 5 años.
En el 2016 obtuvo el título de Lic. en Ciencias Políticas, con especialidad en Estudios Sociales en la Universidad Internacional del Atlántico (IAU) con cede en el Estado de La Florida.

### Renuncia al PLD

#### Antecedentes
Tras unas reñidas primarias abiertas que celebró el Partido de la Liberación Dominicana  el 6 de octubre del 2019 para escoger su candidato presidencial para las elecciones presidenciales del 2020 en las que competían el expresidente Leonel Fernández y el exministro de Obras Públicas, Gonzalo Castillo y que este último resultara ganador aparente, Leonel Fernández anunció un fraude electoral y solicitó que se realizaran auditorías forenses a los equipos utilizados. A pesar de que Fernández impugnara el resultado, la Junta Central declaró a Gonzalo Castillo ganador de la contienda. Leonel Fernández renunció a la presidencia y militancia del Partido de la Liberación Dominicana el 20 de octubre del 2019 y creó una nueva organización política llamada Fuerza del Pueblo. Junto con Fernández renunciaron numerosos militantes importantes, entre ellos senadores, diputados, alcaldes y regidores de todo el país.
Entre tantas renuncias, también renunció Gregorio Morrobel, quien era miembro del comité central del partido y pasó a la Fuerza del Pueblo, ocupando la categoría de miembro de la dirección central y presidente de la organización en Manhattan, Nueva York.